# Riksrådsvägen
Koordinaten: 59° 16′ 28″ N, 18° 7′ 18″ O

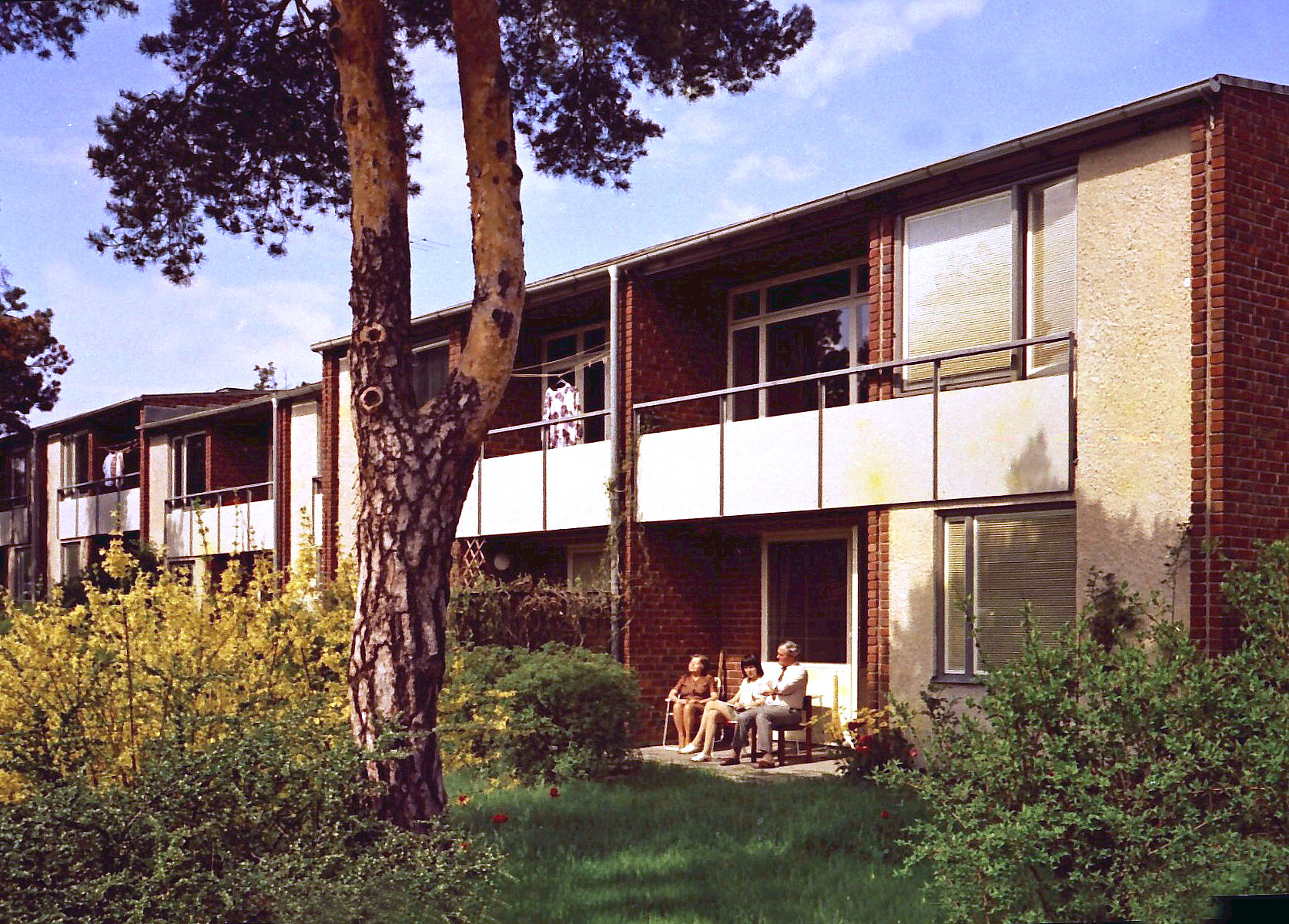
Riksrådsvägen 1974

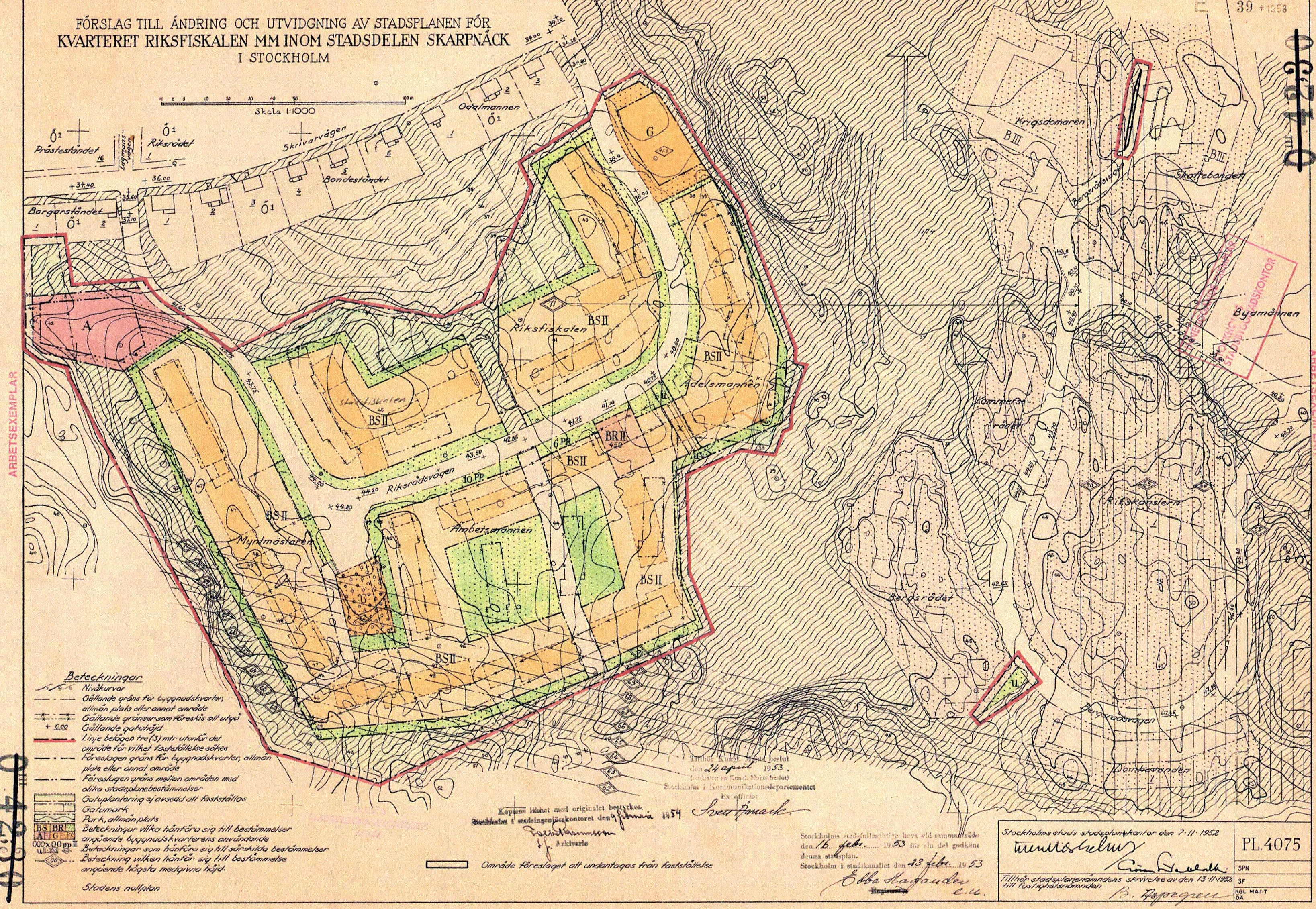
Der Bebauungsplan von 1952

Riksrådsvägens radhusområde ist eine Reihenhaussiedlung im Stadtbezirk Skarpnäck im Süden Stockholms. Die Siedlung ist von der Architektin Léonie Geisendorf und ihrem Mann Charles-Edouard Geisendorf entworfen worden und wurde in den Jahren 1953–1956 erbaut.
Hintergrund für das Zustandekommen der Reihenhaussiedlung war eine staatliche Untersuchung aus dem Jahr 1953, die zum Ergebnis kam, Reihenhäuser in Form von Mietwohnungen für kinderreiche Familien zugänglich zu machen. Im selben Jahr bekam das Architektenpaar Geisendorf den Auftrag, eine derartige Siedlung in einem Waldstück im Süden Stockholms zu planen.
Der ursprüngliche Bebauungsplan mit schnurgeraden Reihenhauszeilen wurde stark verändert und dem Terrain angepasst. Durch die Verwendung von vorfabrizierten Bauteilen und Montagebau mit leichtem Gerät, gelang es, einen Großteil der ursprünglichen Vegetation zu bewahren und 114 Reihenhäuser aufgeteilt auf 13 Zeilen zu bauen. Die Häuserzeilen bilden vier grüne Plätze oder Höfe, die der Siedlung einen Dorfcharakter verleihen. Es gibt keine Zäune, dennoch hat jedes Haus seinen eigenen, kleinen Garten, der nur durch Buschwerk vom Nachbarn getrennt wird. Ursprünglich gab es auch einen Lebensmittelladen in der Mitte der Siedlung.
Trotz ihrer geringen Wohnfläche von nur rund 110 m² beinhaltet jedes Haus 5–6 Zimmer, Küche, Bad, separates WC und einen kleinen Vorratsraum. Alle Häuser haben einen Balkon und einen offenen Kamin. Geisendorf gelang es, durch eine äußerst kompakte und effiziente Planung tote Flächen zu vermeiden und dennoch  die Häuser erstaunlich luftig zu gestalten. Dazu trugen auch die Vermeidung von Korridoren, die Verwendung von Glasschiebetüren und die große Deckenhöhe im oberen Geschoss bei. Die Tageszeitung Dagens Nyheter nannte die Häuser der Reihenhaussiedlung  Riksrådsvägen in einem Architekturartikel im November 1990 „Geräumige und intime Koje der 50er Jahre“.
Im Jahr 2000 wurden die Reihenhäuser von Mietwohnungen in Eigentumswohnungen verwandelt und der ursprüngliche Gedanke der Vermietung ging damit verloren. Zurzeit sind Bestrebungen im Gange, die Siedlung unter Denkmalschutz zu stellen, was bedeutet, dass Teile der Häuser, sowohl innen als auch außen, nicht verändert werden dürfen.

## Bildergalerie
Innenaufnahmen Riksrådsvägen 1956.

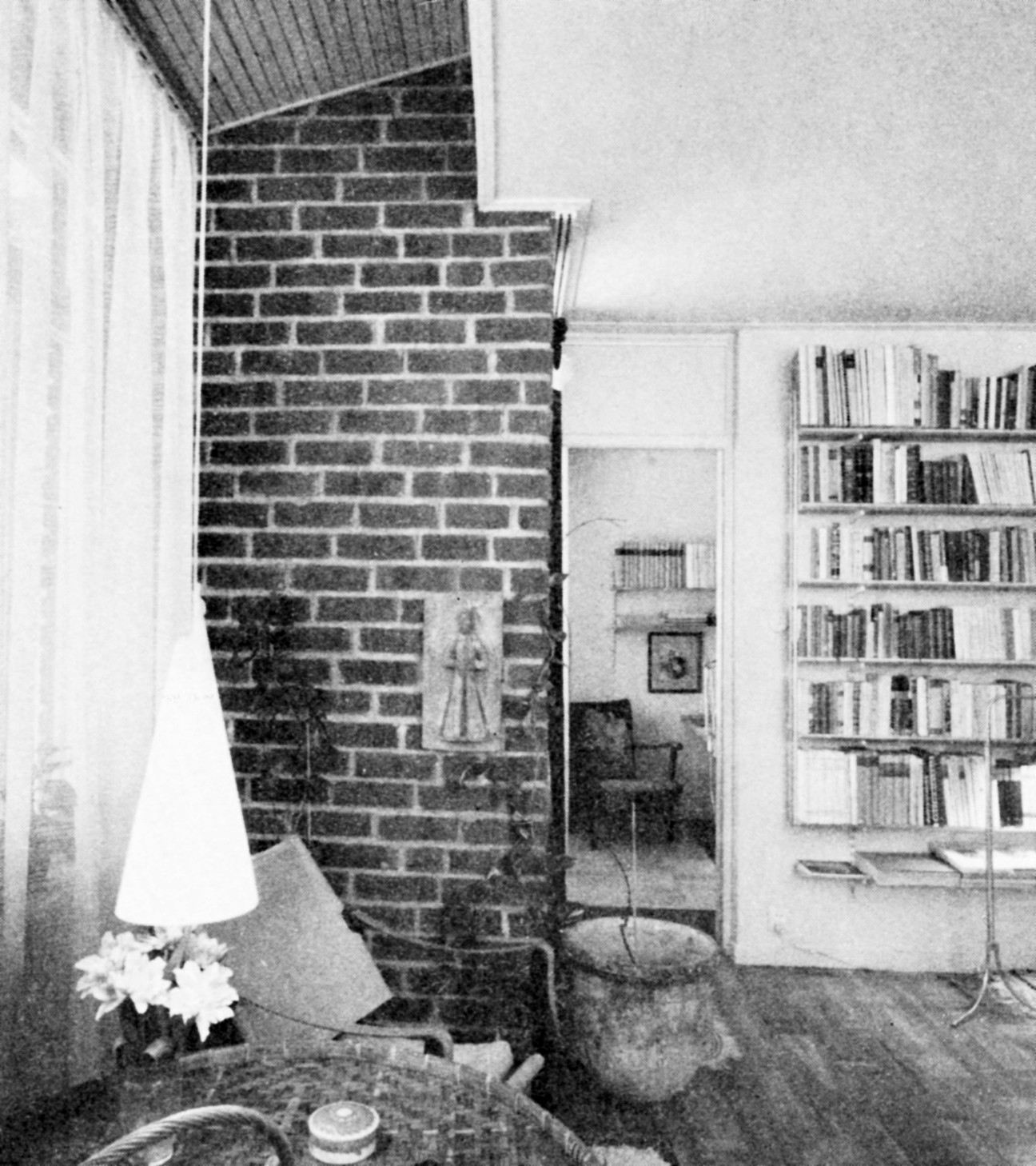
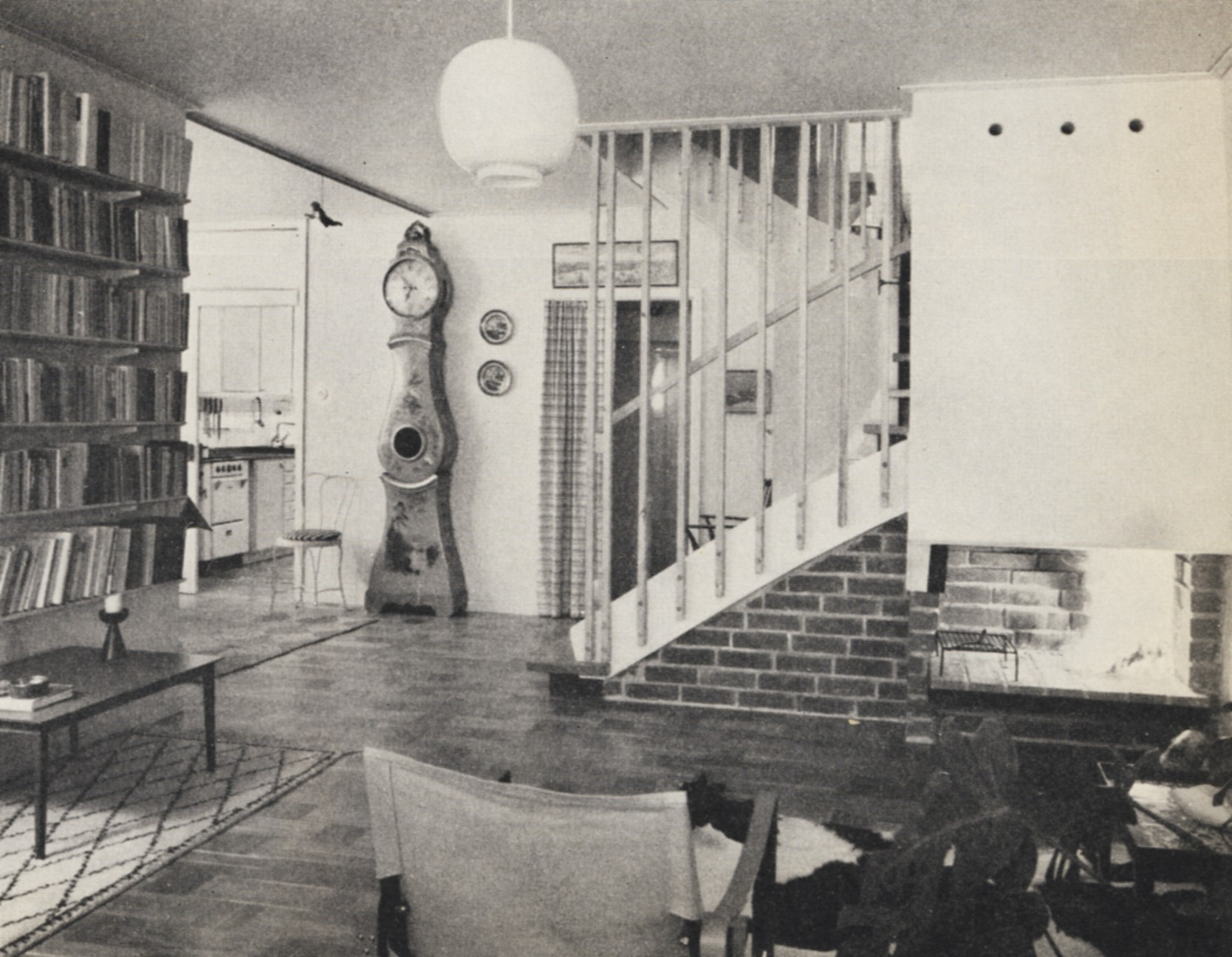
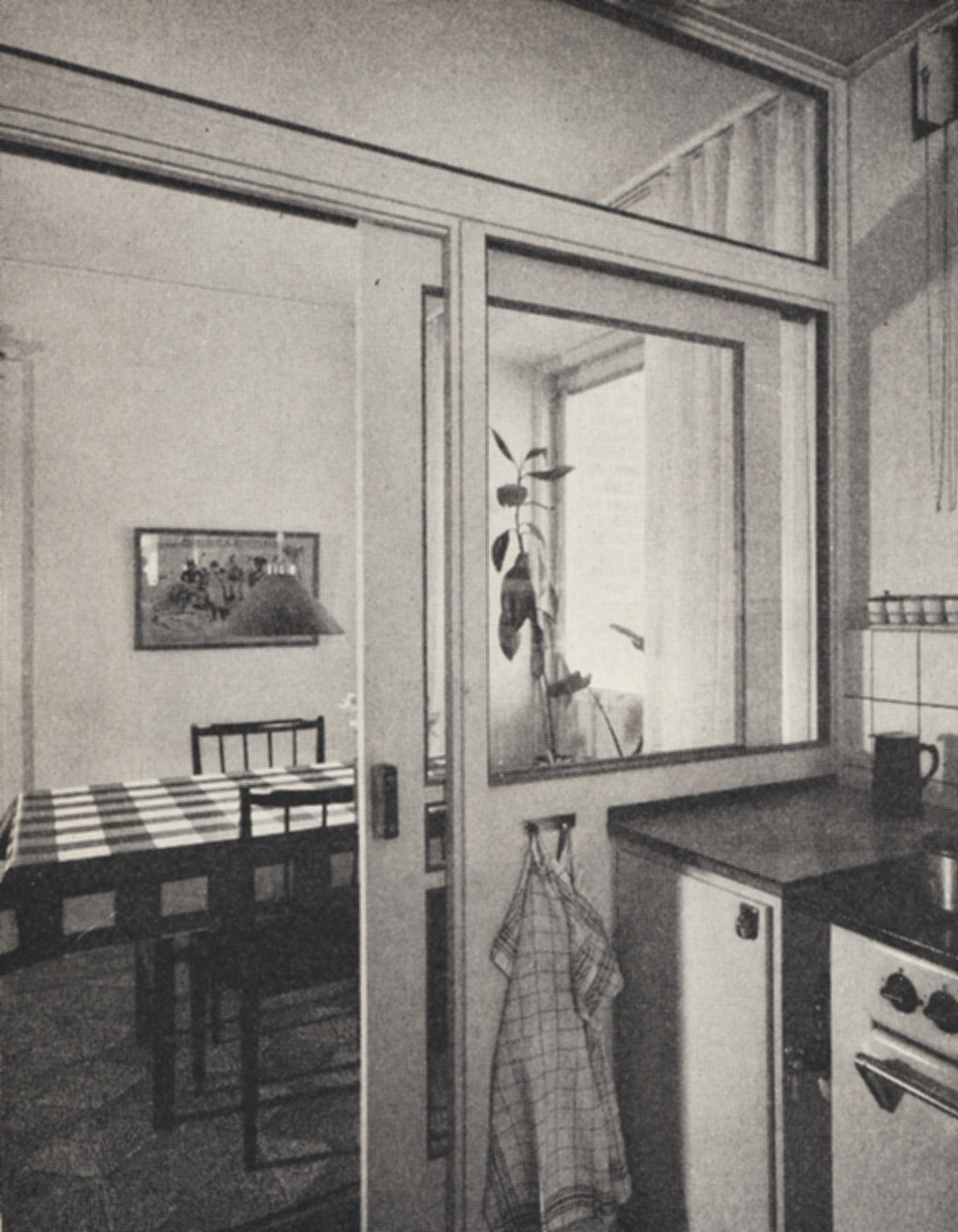
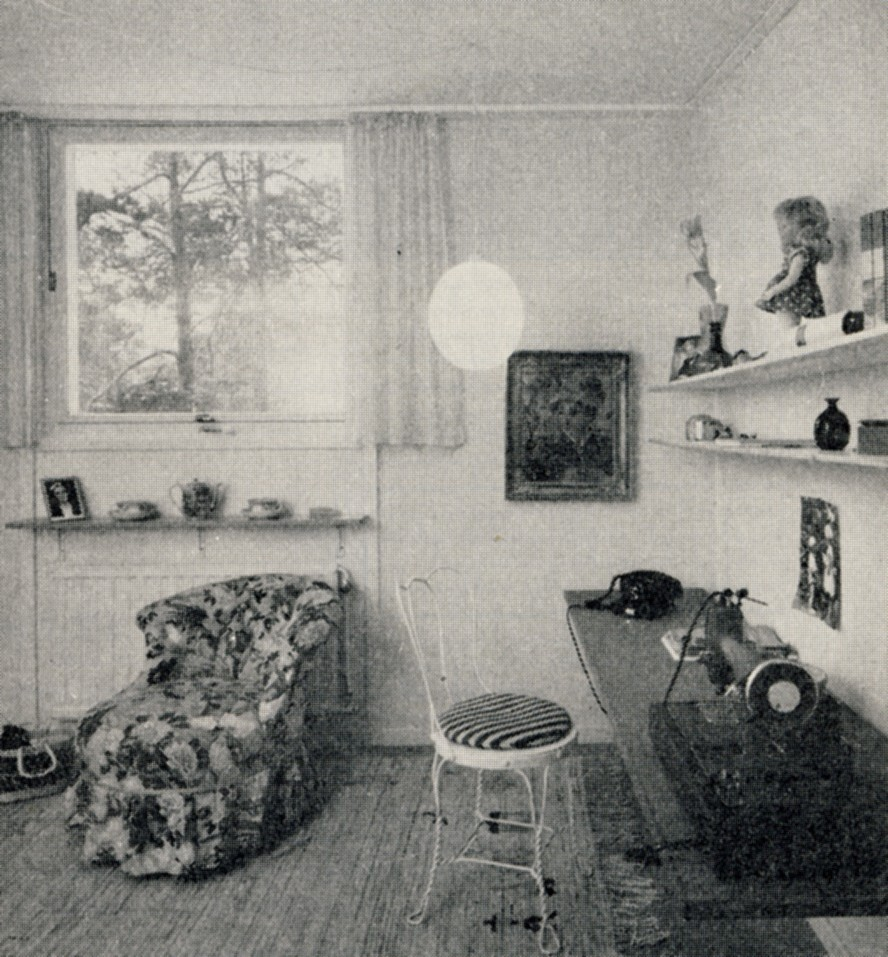

Außenaufnahmen Riksrådsvägen 1974 und 2008.

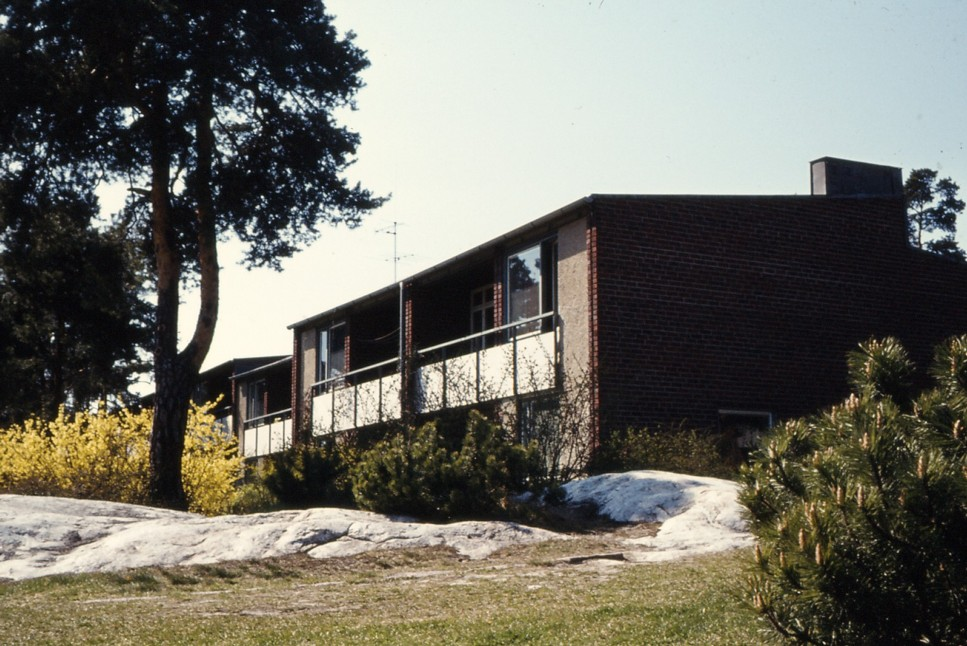
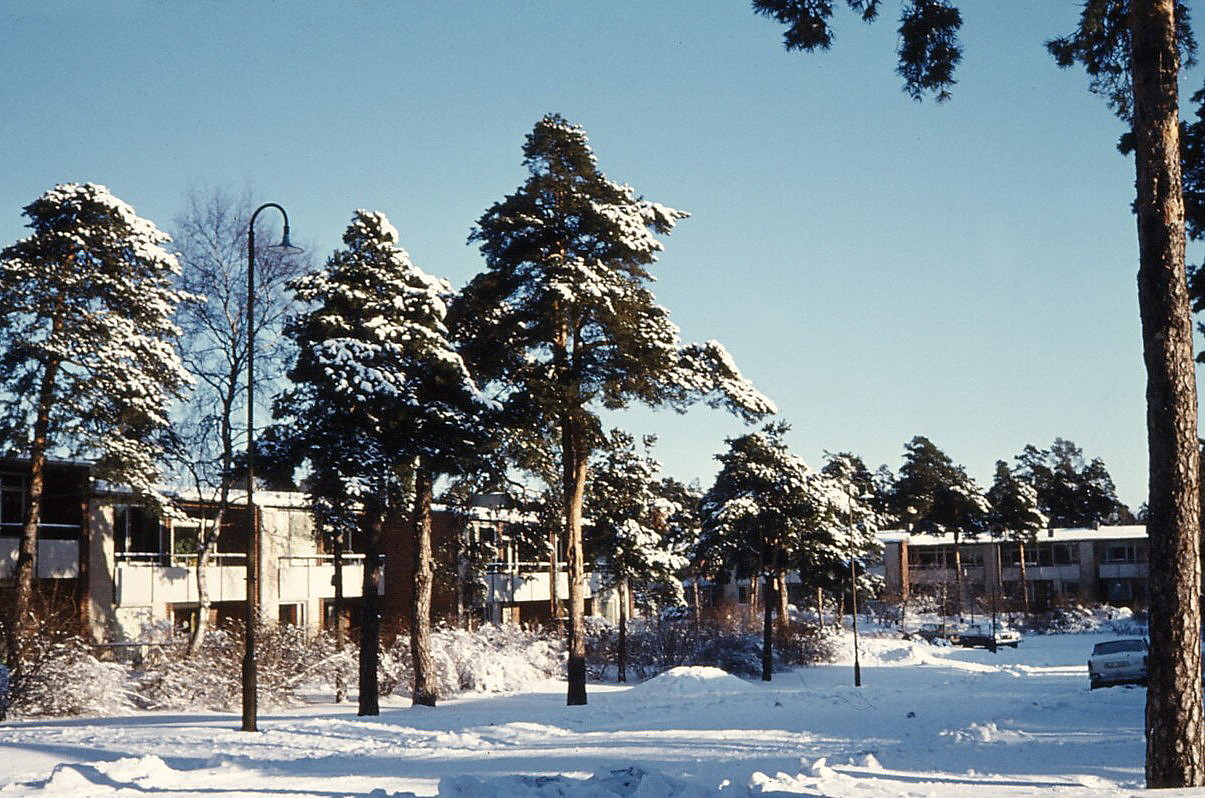
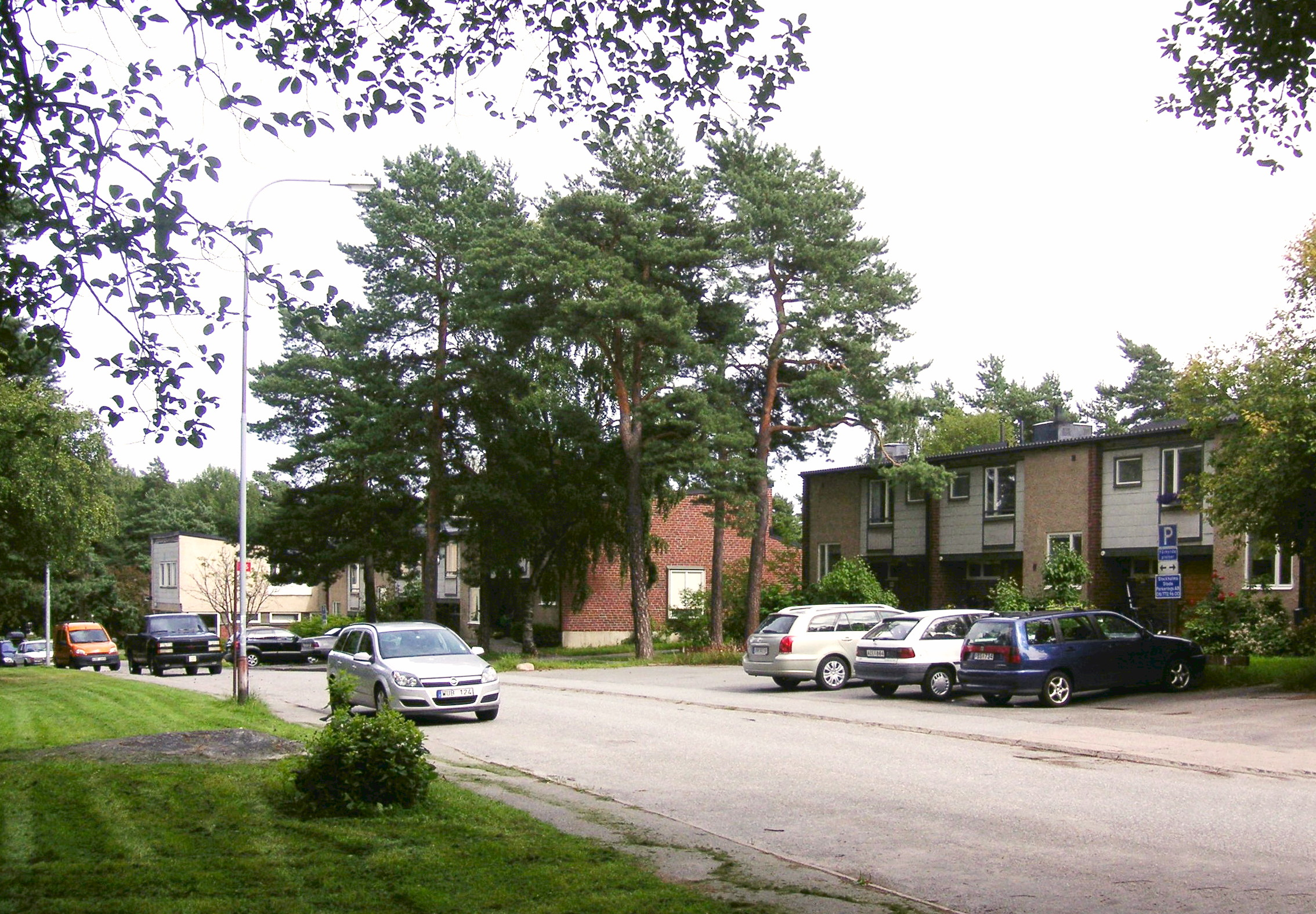
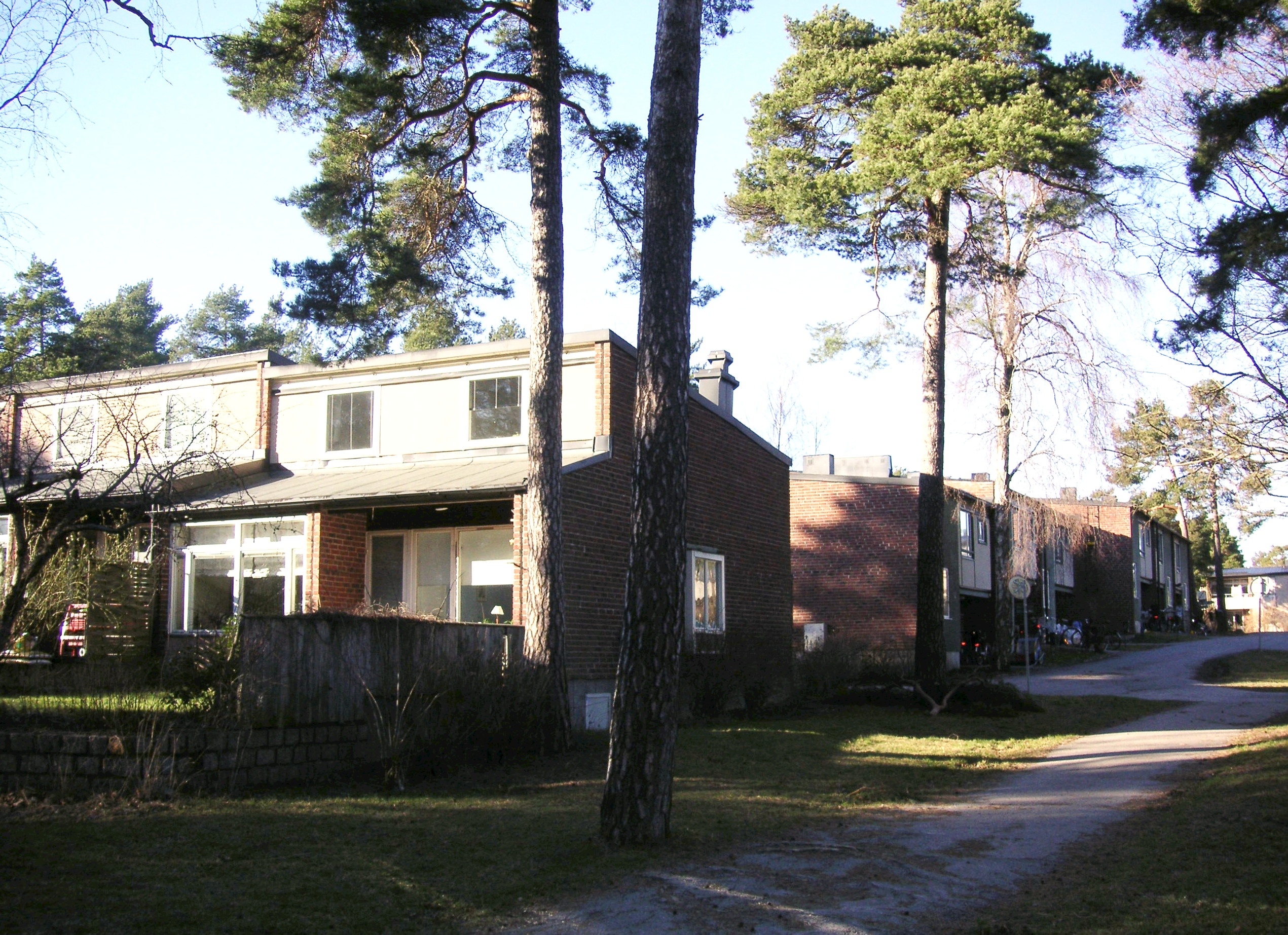